# Globale öffentliche Güter

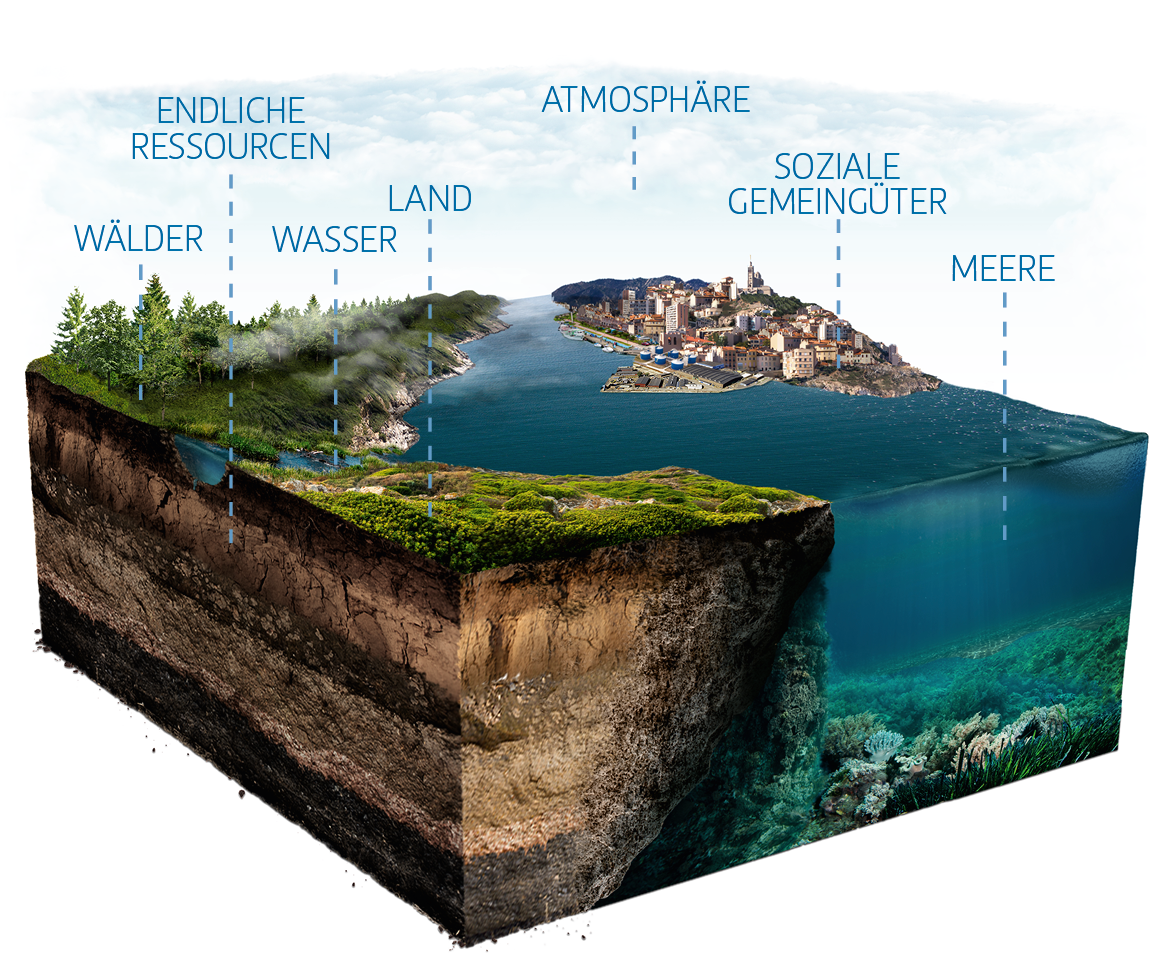
MCC-Definition von Globalen Gemeinschaftsgütern

Globale öffentliche Güter (englisch Global Public Goods, kurz GPGs, auch Global Commons) sind öffentliche Güter, die sich nicht auf nationalstaatliche Grenzen beschränken, sondern weltweit nutzbar sind.

## Definition
Öffentliche Güter verfügen über folgende charakteristische Merkmale:
- Nicht-Ausschließbarkeit: Niemand kann von dem Konsum des globalen öffentlichen Gutes ausgeschlossen werden.
- Nicht-Rivalität: Reine öffentliche Güter (z. B. Landesverteidigung, Klimaschutz) können zur gleichen Zeit von verschiedenen Individuen ohne Behinderung konsumiert werden. Bei unreinen öffentlichen Gütern (Allmendegut, z. B. Atmosphäre mit ihren Verschmutzungsprozessen, öffentliche Straßen) gilt dies nur eingeschränkt.

Ein öffentliches Gut gilt in einer weiten Definition dann als global, sobald die Nutzung bzw. mit der Nutzung verbundenen externen Effekte die Bevölkerung verschiedener Staaten betreffen.
Inge Kaul u. a. führten 1999 den Begriff ein. Sie definierten lediglich solche öffentlichen Güter als global, deren Nutzung mehr als eine Staatengruppe betrifft, während die Nutzung regionaler öffentlicher Güter auf eine einzelne Staatengruppe, die nationaler öffentlicher Güter auf einen Staat beschränkt ist. Sie nannten zusätzlich eine sozioökonomische und eine zeitliche Dimension: Für ein reines globales öffentliches Gut besteht die Öffentlichkeit aus der gesamten Menschheit, also aus Menschen aller Staaten und sozioökonomischen Bevölkerungsgruppen, einschließlich zukünftigen Generationen. Je weniger Staaten, sozioökonomische Gruppen und künftige Menschen betroffen sind, umso mehr handelt es sich um ein unreines globales öffentliches Gut.
In der Praxis wird der Terminus auch in einem weiteren Sinn verwendet, d. h., dass tatsächlich Rivalität in der Nutzung besteht (eigentlich Globales Allmendegut, Global Commons, unreines öffentliches Gut) oder einige vom Konsum ausgeschlossen sind (Klubgut), aber in einem normativen Sinn ein freier und nachhaltiger Zugang für alle gewollt wird. So werden etwa oft die globalen Trinkwasserressourcen als öffentliches Gut bezeichnet. Bei natürlichen Ressourcen wird auch gelegentlich von einer globalen Allmende oder Global Commons gesprochen. 
Auch technologische Errungenschaften und geistiges Eigentum können als Global Commons organisiert werden.
Beispiele:
- Globale öffentliche Güter: Saubere und intakte Umwelt, Klima, Ozeane als Ökosystemdienstleistungen, stabile Finanzmärkte, Frieden, Sicherheit, Gerechtigkeit, Gesundheit, Kontrolle ansteckender Krankheiten, kulturelles Erbe, quelloffene technische Dokumentationen und Open Science.
- Nationale öffentliche Güter: nationale Verteidigung, Dämme, Leuchttürme.

## Konzept der globalen öffentlichen Güter
Das Konzept der globalen öffentlichen Güter wurde von der UNDP aufgestellt, und die Diskussion darüber wird maßgeblich von der UNDP-Direktorin für Entwicklungsstudien Inge Kaul angeführt. Das Konzept stellt einen Referenzrahmen für die Auseinandersetzung über globale Umwelt- und Entwicklungspolitik dar.
Es fordert eine verstärkte internationale Zusammenarbeit, damit GPGs, die vor den Folgen der Globalisierung weitläufig nationale öffentliche Güter waren, weiterhin bzw. verstärkt bereitgestellt und genutzt werden können. Dadurch erhofft sich die UNDP eine bessere Durchsetzung von öffentlichen Interessen. Da GPGs global genutzt werden, profitieren nahezu alle von einer besseren Bereitstellung von GPGs. Zudem besteht ein Zusammenhang zwischen GPGs und positiven marktwirtschaftlichen Entwicklungen.
GPGs werden heutzutage aus Entwicklungsgeldern der Official Development Assistance (ODA) finanziert (ca. 30 % der ODA werden für die Finanzierung von GPGs aufgewendet), daraus ergibt sich für die UNDP die Forderung, die Finanzierung von GPGs, so wie die meisten Bereiche auch, der Globalisierung anzupassen, somit fordert die UNDP eine zusätzliche Finanzierung von GPGs durch alle Staaten, da meist auch alle davon profitieren. Dafür schlägt die UNDP eine Einrichtung eines Etats für internationale Zusammenarbeit vor, d. h. das Lösen der GPGs-Finanzierung von ODA-Geldern, wodurch die öffentlichen Interessen besser durchgesetzt werden sollen.
Nach wie vor sind sich Regierungen untereinander bezüglich der genauen Definition und der Finanzierung von GPGs sowohl uneinig als auch unklar. Dadurch ergibt sich eine momentane Skepsis vieler Staaten gegenüber dem Konzept, allen voran der USA, die Diskussionen über das Konzept bei der UN-Konferenz 2002 über Entwicklungsfinanzierung zum Scheitern brachten. Da GPGs alle Staaten betreffen und somit alle Staaten ein Mitspracherecht beanspruchen, gilt es generell als schwer, diesbezüglich eine Einigkeit zu finden. Die UNDP fordert ein politisches Umdenken weg von nationalen öffentlichen Gütern und hin zu globalen öffentlichen Gütern, so dass in diesem Bereich konstruktive Debatten entstehen.
Eine Hauptforderung der UNDP ist eine größere Bereitstellung von ODA, so sollen die OECD-Staaten mindestens ihrem Versprechen von 0,7 % ODA gemessen am BNE nachkommen. Davon verspricht sich die UNDP mehr Prävention, da die ODA-Gelder in Entwicklungsländer fließen, die meist politische Unruheherde darstellen, und die lokalen Probleme bei Ausartungen globales Ausmaß bekommen könnten, was dann zum Schaden aller wäre. Ein Beispiel wäre, dass man lieber in die soziale und ökonomische Entwicklung eines Staates investieren sollte und somit Problemen vorbeugt, als später die Folgen von Bürgerkrieg und Terror zu tragen, was negative globale Auswirkungen hat, somit also meist auch alle negativ betrifft und zudem meist kostspieliger ist als die Prävention.
Ein größeres ODA-Aufkommen bewirkt zudem, dass nicht mehr wie bisher nur die für mächtige Industrienationen wichtigen GPGs aus dem knappen ODA-Budget finanziert werden.
Das Konzept fordert, dass Verschmutzer für den Schaden zahlen müssen, den sie bezüglich GPGs (z. B. Umweltschäden) angerichtet haben. Sollten sich die Verschmutzer nicht dazu bereit erklären, so erachtet es die UNDP als sinnig, wenn ein globales öffentliches Gut im Interesse aller ist, dass dann auch alle Staaten je nach individueller Möglichkeit für die Schadensbegleichung aufkommen sollen.
Die UNDP versucht ihr Konzept populärer zu machen, indem sie darauf hinweist, dass alle an GPGs beteiligt sind, alle Nutzen daraus ziehen und deswegen alle zur Finanzierung von GPGs beitragen sollen. Die Akzeptanz soll zusätzlich gefördert werden, indem Politiker in ihren Regionen den Bürgern die Globalisierung verständlich erklären und somit fassbar machen.
Johan Rockström ergänzte 2023 sein Konzept der planetaren Grenzen um Kriterien der Generationen- und Klimagerechtigkeit, wodurch noch deutlichere klimabedingte Überschreitungen von Grenzwerten sichtbar würden. Die Forschenden legen nahe, dass es eine quantitative Grundlage für die Sicherung globaler Gemeingüter darstellen könne.

## Planetare öffentliche Güter
Anfang 2024 stellten Forschende um Rockström das Konzept „planetarer öffentlicher Güter“ (Planetary Commons) vor. Im Unterschied zu den auf internationale Gewässer und zwischenstaatliche Räume bezogene globale öffentliche Güter ließen sich als planetare Commons erdsystemrelevante Ökosysteme innerhalb von Staaten identifizieren, für die die Weltgemeinschaft und internationale Bündnisse gemeinsam Verantwortung übernehmen sollten. Damit könnte eine Verschränkung globaler und lokaler Governance einhergehen (Glokalisierung).

## Rezeption
Silvia Federici kritisiert das Konzept globaler öffentlicher Güter. Stattdessen bräuchte nach ihrer Ansicht solche, deren Nutzung und Rekultivierung (Produktion und Reproduktion) am gleichen Ort erfolgen könne, um die dauerhaft Existenz der Commons sicherzustellen. Nichtsdestotrotz müssten Commons und deren Nutzer weltweit kooperieren.